# Tribunes de l'hippodrome de la Canche
Les Tribunes de l'hippodrome de la Canche sont des bâtiments situés au Touquet-Paris-Plage dans le département du Pas-de-Calais en France.
La tribune du pesage et la tribune des visiteurs font l’objet d’une inscription au titre des monuments historiques depuis le 12 mai 1997.

## Localisation
Ces tribunes sont situées dans l'hippodrome de la Canche au Touquet-Paris-Plage.

## Architecture
Ces tribunes, construites de janvier à juin 1925, sont l’œuvre de l'architecte Georges-Henri Pingusson en collaboration avec Paul Furiet.
Pour ces bâtiments, Pingusson, alors tout jeune architecte, sorti major en 1920 de l'école des Beaux-Arts de Paris, concilie harmonieusement l'influence régionaliste de son professeur Gustave Umbdenstock avec la façade Sud très anglo-normande et l'influence « panbétoniste » pour la façade Nord qui accueille les foules tournées bien sûr vers le champ de courses et le magnifique arrière plan de la baie de Canche. 
Côté sud, les résultats s'affichent officiellement sur une façade plus mondaine dont les pans de bois et les pignons servent aussi de décor aux paris et à la présentation des chevaux avant le départ. 
À l'opposé, les gradins sont abrités d'un très grand auvent en béton armé en porte-à-faux, véritable prouesse technique pour l'époque, et ce, afin d'avoir la meilleure vue panoramique sur le champ de courses.
Elles ont une capacité de 1 500 places.
Elles sont inaugurées, en même temps que l'hippodrome de la Canche le 29 août 1925 par Paul Bénazet haut commissaire à la guerre, en présence de 5 000 personnes, sous la mandature de Léon Soucaret élu maire quelques mois plus tôt.

## Pour approfondir